# Molophilus (Lyriomolophilus) leonardi
Molophilus (Lyriomolophilus) leonardi is een tweevleugelige uit de familie steltmuggen (Limoniidae). De soort komt voor in het Australaziatisch gebied.